# کریستینا موفا
کریستینا موفا (ایتالیایی: Cristina Moffa؛ زادهٔ ۱۱ نوامبر ۱۹۵۷) خواننده، شوگرل و بازیگر اهل ایتالیا است.
از فیلم‌ها یا مجموعه‌های تلویزیونی که وی در آن‌ها نقش داشته است، می‌توان به پیرینو در مقابل همه، درایو این، لیگابوئه و پیرینو در مقابل همه اشاره نمود.